# Battaglia di Kōnodai (1538)
Approfittando delle preoccupazioni Hōjō per una disputa con il clan Imagawa, i clan Satomi e Ashikaga organizzarono un'armata ed attaccarono gli avamposti Hōjō nella provincia di Musashi. 
Ujitsuna radunò rapidamente delle truppe dalle province di Izu e Sagami fermandosi ad Edo per riorganizzarle prima di muoversi verso Kōnodai. Li le forze Satomi e Ashikaga vennero assalite e sconfitte con relativa facilità, con la conseguente morte di Yoshiaki ed il ritiro dei Satomi nella penisola di Bōsō.